# Octan olovičitý
Octan olovičitý je organická sloučenina, bezbarvá pevná látka rozpustná v nepolárních rozpouštědlech, nejde tedy o sůl. Působením vzdušné vlhkosti se rozkládá a skladuje se jako roztok v koncentrované kyselině octové.

## Struktura
V pevném octanu olovičitém jsou na Pb4+ centra koordinovány čtyři bidentátní octanové anionty, každý pomocí dvou atomů kyslíku. Atom olova má koordinační číslo 8 a atomy kyslíku vytvářejí zploštělý dvanáctistěn.

## Příprava
Octan olovičitý se obvykle připravuje reakcí oxidu olovnato-olovičitého s kyselinou octovou a acetanhydridem, který pohlcuje vodu. Reakce probíhá podle následující rovnice:
Pb3O4 + 4 Ac2O → Pb(OAc)4 + 2 Pb(OAc)2
Vznikající octan olovnatý může být oxidován na octan olovičitý:
2 Pb(OAc)2 + Cl2 → Pb(OAc)4 + PbCl2

## Použití
Octan olovičitý je silné oxidační činidlo, lze jej také použít jako zdroj acetyloxyskupin a jako reaktant k zavádění olova do organických sloučenin. V organické chemii má mimo jiné tato využití:
- acetoxylace vazeb C-H u benzyl-, allyl- a α-kyslíkatých etherů, jako je například fotochemická přeměna dioxanu na 1,4-dioxen přes 2-acetoxy-1,4-dioxanový meziprodukt[5] a alfa-pinenu na verbenon[6]
- náhrada bromu v Hofmannově přesmyku[7]
- oxidace hydrazonů na diazosloučeniny, například hexafluoracetonhydrazonu na bis(trifluormethyl)diazomethan[8]
- tvorba aziridinů reakcemi, jako je přeměna N-aminoftalimidu a stilbenu[9]
- Štěpení α-hydroxykyselin[10] a 1,2-diolů za vzniku odpovídajících aldehydů či ketonů, často nahrazuje ozonolýzu; příkladem je oxidace di-n-butyl-tartarátu na n-butyl glyoxalát.[11]
- reakce s alkeny za tvorby γ-laktonů
- oxidace alkoholů obsahujících δ-proton na cyklické ethery[12]
- oxidační štěpení některých allylalkoholů za přítomnosti ozónu:[13][14]

- přeměna acetofenonů na fenylované deriváty kyseliny octové[15]
- Dekarboxylace karboxylových kyselin na alkylhalogenidy při Kochiově reakci[16]